# Calleupalamus erythrocoxa
Calleupalamus erythrocoxa là một loài tò vò trong họ Ichneumonidae.